# Casa de Arzamendi
La llamada casa de Arzamendi es una casa señorial aislada situada a cierta distancia del núcleo de población de Luco en el municipio de Arrazua-Ubarrundia (Álava, España), al otro lado del río Santa Engracia, en el denominado barrio de Arzamendi. La edificación se ubica al pie de una colina, semiadosada al terreno. El acceso se realiza por un camino hacia la derecha que parte del trazado viejo de la N-240 antes de llegar a la iglesia, a la altura del transformador. 
Esta casa es una edificación de calidad que responde a las características de la arquitectura doméstica-señorial del siglo XVIII en la Llanada alavesa, representante de la arquitectura residencial barroca en territorio alavés.

## Descripción
Se trata de un austero edificio barroco en el que destaca su fachada principal, la cual porta dos escudos. La planta de la edificación es cuadrada con anexo alargado en parte derecha de fachada principal y pequeño cobertizo adosado a la parte trasera del lateral derecho. En altura presenta planta baja y dos alturas, y la cubierta es a cuatro aguas prolongándose un faldón sobre el cobertizo citado.

### Construcción
La fábrica de la edificación es de mampostería con sillería en cercos de vanos y esquinales. La estructura es de muros de carga y madera. Al exterior presenta madera en aleros y puerta principal, y luce sencilla barandilla de forja en balcón de fachada. La cubierta es de teja canal a la "antigua".

### Fachadas
La fachada principal orientada hacia el sur, es de composición simétrica organizada en tres ejes, con huecos cercados en escarzano en planta baja y primera. El eje central se refuerza con acceso y balcón según un modelo habitual en el barroco vasco. El acceso en falso arco es adovelado, con puerta de doble hoja de madera con herrajes. En primera planta, el balcón tiene repisa moldurada sobre cuatro ménsulas y puerta balconera en falso arco tallado en el dintel, unido a la puerta de un mismo campo de sillares. Los vanos de los ejes laterales en planta baja y primera presentan asimismo cerco tallado en arco rebajado, estando enrejadas las de la planta baja. En planta superior alineados en los ejes descritos se abren tres huecos de desván cuadrangulares y cercados en sillería. Los escudos son de piedra blanca y se ubican de forma simétrica a los lados del eje central entre primera planta y desván. El escudo derecho tiene campo cuartelado y corresponde a las familias de los Zarate, Salazar y Lazarraga. El escudo izquierdo presenta un campo dividido en ocho partes con motivos como máscara leonina, roleos y cimera con yelmo empenachado.
En la fachada del oeste, sobre el camino, se abren varios huecos de distinta forma y tamaño, tres de los cuales son similares a las de la fachada principal. En la trasera, se aprecian las dovelas de lo que pudo ser una ventana o vano de acceso y el muro de contención de una pequeña era. En la parte oeste se adosa un anexo que conforma una pequeña dependencia ante una puerta de acceso al pajar, y se abren algunos huecos a ras el terreno.

### Interior
La edificación se organiza en dos partes, la delantera de residencia y desván-secadero y la trasera de cuadra-pajar. En primera planta presenta zaguán enlosado y techo de bovedillas entre vigas con gruesos muros que marcan la organización estructural de la edificación. Al fondo se abre el acceso a la parte de la cuadra y en el centro a la derecha se ubica el hueco de la escalera. En los laterales se sitúan diversas dependencias, conservándose en la parte derecha del pozo de la casa.

### Anexos
La construcción anexa en el lateral es una casa de planta alargada de mampostería, con sillares en cercos que presenta dos alturas y cubierta a dos aguas paralela a fachada principal. Esta construcción por su parte trasera se adosa al terreno y conserva en su planta baja el horno de la casa.